# 예우헨 코노플랸카
예우헨 코노플랸카(우크라이나어: Євге́н Оле́гович Конопля́нка, 1989년 9월 29일 ~ )는 우크라이나의 축구 선수이다.
2014년 1월, 예우헨 코노플랸카는 리버풀로 이적 할 수 있었지만 드니프로 콜로미스키 회장으로 인해 무산되었다.